# كاثرين موريس
كاثرين سوزان موريس (بالإنجليزية: Kathryn Morris)‏ (ولدت في 28 يناير 1969) ممثلة أمريكية تألقت في الأدوار التليفزيونية وا الأعمال الدرامية، من مواليد عام 1969 وقدمت خلال مسيرتها الفنية عدد كبير من الأفلام السينمائية بهوليوود، لكن معظم ظهورها كان في أدوار ثانوية، يعتبر دورها في مسلسل كولد كيس هو بوابتها للشهرة ومعرفة الجمهور بها، حيث اشتهرت بشخصية المحققة «ليلي راش».
كاثرين ظهرت في فيلم As Good As It Gets الذي حصل على الأوسكار عام 1997 وبعدها شاركت في أفلام كثيرة ناجحة لكن بقيت وجه تليفزيوني أكثر، وتوالت أدوارها الناجخة على الشاشة الصغيرة مثل Sweeter Side of Life وHallmark Channel.
هي مرتبطة بالممثل جوني ميسنر ولديها منه توأم من مواليد أغسطس/آب 2013

## روابط خارجية
- كاثرين موريس على موقع IMDb (الإنجليزية)
- كاثرين موريس على موقع روتن توميتوز (الإنجليزية)
- كاثرين موريس على موقع ألو سيني (الفرنسية)
- كاثرين موريس على موقع أول موفي (الإنجليزية)
- كاثرين موريس على موقع قاعدة بيانات الأفلام السويدية (السويدية)
- كاثرين موريس على موقع إن إن دي بي (الإنجليزية)
- كاثرين موريس على موقع قاعدة بيانات الفيلم (الإنجليزية)
- كاثرين موريس على موقع كينوبويسك (الروسية)